# العلاقات الفلسطينية اللاتفية
العلاقات الفلسطينية اللاتفية هي العلاقات الدولية بين دولة فلسطين وجمهورية لاتفيا.

## التاريخ
لا تعترف لاتفيا بدولة فلسطين، إلا أنها تؤيد حل الدولتين.
في 26 مايو 2015، سلمت زاندا غراوزه أوراق اعتمادها ممثلةً غير مقيمة للاتفيا لدى دولة فلسطين في رام الله إلى وزير الخارجية رياض المالكي.
في 4 مارس 2018، سلم جينتس ابالس أوراق اعتماده ممثلًا غير مقيم للاتفيا لدى دولة فلسطين في رام الله إلى وزير الخارجية رياض المالكي.
في 21 أغسطس 2022، سلّم يوريس بورجيناباكس أوراق اعتماده ممثلًا غير مقيم للاتفيا لدى دولة فلسطين في رام الله إلى وزير الخارجية رياض المالكي. تباحثا في إمكانية تحويل التمثيل اللاتيفي إلى مقيم، كما وافتتاح فلسطين بعثة دبلوماسية لها في إحدى دول البلطيق.
في 30 نوفمبر 2022، وصل الرئيس اللاتيفي إغيلس ليفيتس إلى مقر الرئاسة الفلسطينية في رام الله في زيارة رسمية.
في 5 يونيو 2023، هنأ الرئيس الفلسطيني محمود عباس الرئيس إدغارز رينكيفيتش لانتخابه رئيسًا لجمهورية لاتفيا.
في 4 أكتوبر 2023، عقدت وزارة الخارجية الفلسطينية جلسة مشاورات سياسية مع لاتفيا في العاصمة اللاتفية ريغا.
في 20 نوفمبر 2023، وصل الرئيس اللاتيفي إدغارز رينكيفيتش إلى مقر الرئاسة الفلسطينية في رام الله في زيارة رسمية.